# Piłkarski Turniej na Cyprze 2006 (turniej B)
Piłkarski Turniej na Cyprze 2006 (turniej B) – turniej towarzyski na Cyprze rozegrano po raz dziesiąty w 2006 roku. Uczestniczyły w nim cztery reprezentacje narodowe: gospodarzy, Słowenii, Rumunii i Armenii.

## Mecze

### Półfinały
| 28 lutego Larnaka |  | Cypr | 0 | - | 1 (0-0) | Słowenia |

| 28 lutego Nikozja Cypr |  | Armenia | 0 | - | 2 (0-0) | Rumunia |

### O trzecie miejsce
| 1 marca Limassol |  | Cypr | 2 | - | 0 (1-0) | Armenia |

### Finał
| 1 marca Larnaka Cypr |  | Słowenia | 0 | - | 2 (0-1) | Rumunia |  |

Triumfatorem piłkarskiego turnieju na Cyprze 2006 (grupa B) została reprezentacja Rumunii.